# Бурладинген
Бурладинген (нем. Burladingen) — город в Германии, в земле Баден-Вюртемберг. 

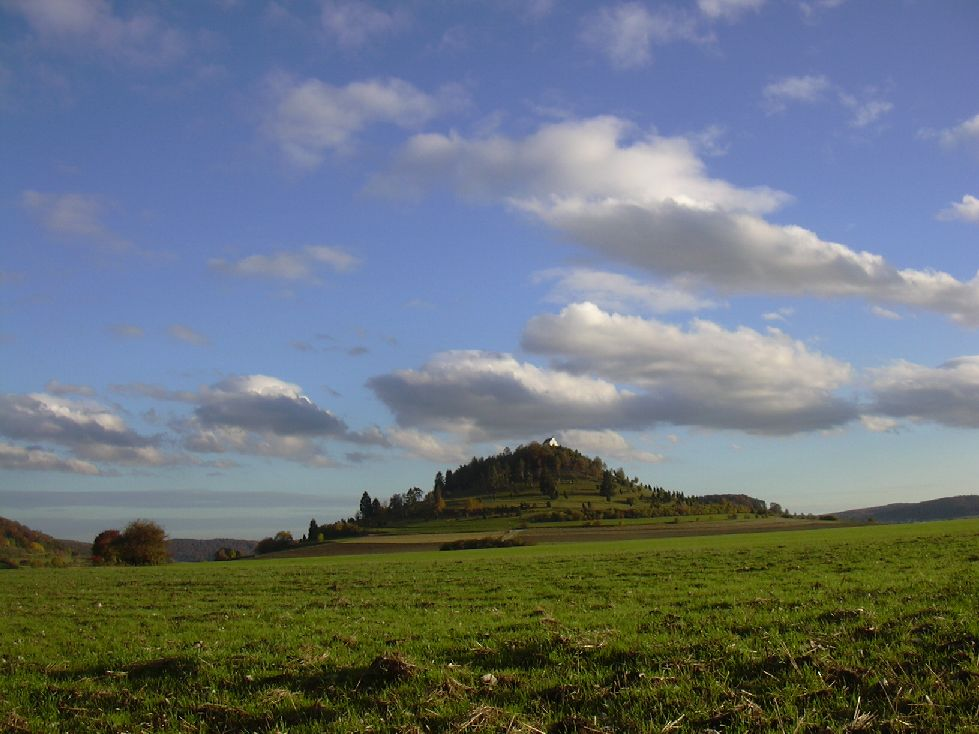
Бурладинген

Подчинён административному округу Тюбинген. Входит в состав района Цоллернальб.  Население составляет 12 386 человек (на 31 декабря 2010 года). Занимает площадь 123,33 км². Официальный код  —  08 4 17 013.